# Sladkost vina
Sladkost vina je opredeljena z ravnijo rezidualnega sladkorja (RS) v vinu po končani fermentaciji. Kako sladkega okusa bo vino, pa je odvisno tudi od drugih dejavnikov, kot so kislost in vsebnost alkohola, vsebnost tanina in ali se vino peni. Sladko vino, kot je Vouvray, bi lahko zaradi svoje velike kislosti imelo suh okus ali pa bi suho vino imelo sladek okus, če bi se zvišala raven alkohola v njem.

## Sladkorna stopnja vina
Poznamo štiri stopnje vin:
- suho vino: do 5 g/l
- polsuho vino: do 15 g/l
- polsladko vino: do 50 g/l
- sladko vino: nad 50 g/l